# Vilje Kolo
Vilje Kolo je naselje u gradu Leskovcu, Jablanički upravni okrug, Srbija. Prema popisu iz 2022. godine u Viljem Kolu nije bilo stanovnika.